# Числа звёздчатого октаэдра

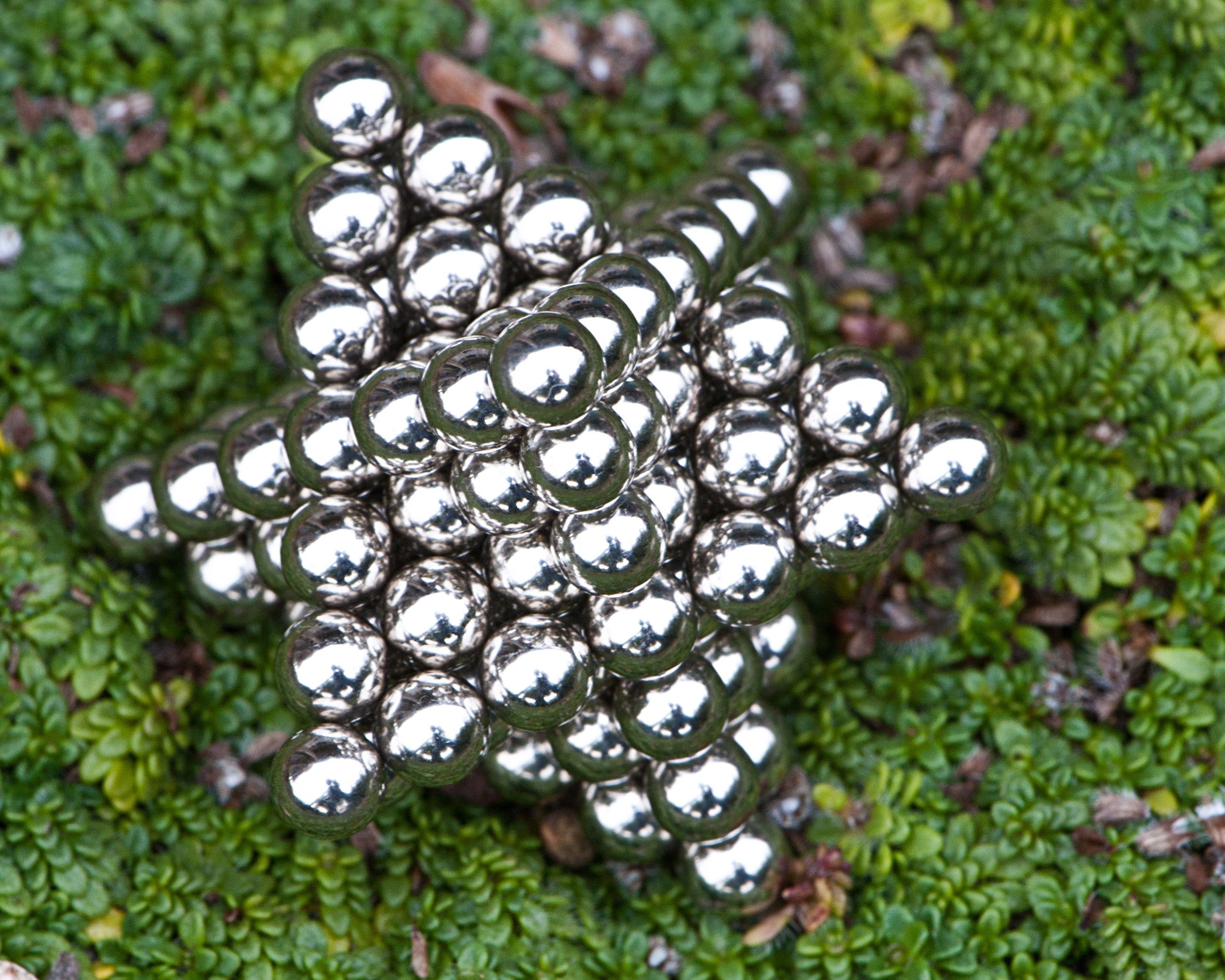
124 магнитных шара, расположенные в форме звёздчатого октаэдра

Числа звёздчатого октаэдра (англ. stella octangula numbers) — фигурные числа, подсчитывающие число шаров, которые можно расположить внутри звёздчатого октаэдра. Эти числа равны: 0, 1, 14, 51, 124, 245, 426, 679, 1016, 1449, 1990, … (последовательность A007588 в OEIS) и в общем случае задаются уравнением {\displaystyle n(2n^{2}-1)}. Производящая функция чисел звёздчатого октаэдра: {\displaystyle {\frac {x(x^{2}+10x+1)}{(x-1)^{4}}}=x+14x^{2}+51x^{3}+124x^{4}+...}

## Формулы
Поскольку звёздчатый октаэдр можно представить как комбинацию октаэдра и восьми тетраэдров меньшего размера, формула для чисел звёздчатого октаэдра представима как {\displaystyle StOct_{n}=O_{n}+8T_{n-1}}, где {\displaystyle O_{n}} — {\displaystyle n}-ное октаэдрическое число, а {\displaystyle T_{n}} — {\displaystyle n}-ное тетраэдрическое число. Поскольку {\displaystyle O_{n}={\frac {1}{3}}n(2n^{2}+1)}, а {\displaystyle T_{n-1}={\frac {1}{6}}(n-1)n(n+1)}, получим
{\displaystyle StOct_{n}={\frac {1}{3}}n(2n^{2}+1)+{\frac {8}{6}}(n-1)n(n+1)={\frac {1}{3}}(n(2n^{2}+1)+4(n-1)n(n+1))={\frac {1}{3}}(2n^{3}+n+4n^{3}-4n)={\frac {1}{3}}(6n^{3}-3n)=n(2n^{2}-1)}.
Рекуррентные формулы {\displaystyle O_{n+1}=O_{n}+(n+1)^{2}+n^{2}} и {\displaystyle T_{n+1}=T_{n}+{\frac {(n+1)(n+2)}{2}}} позволяют вывести следующие равенства для чисел звёздчатого октаэдра: {\displaystyle StOct_{1}=1}, {\displaystyle StOct_{n+1}=StOct_{n}+6n^{2}+6n+1}.

## Уравнение Люнггрена
Единственные числа звёздчатого октаэдра, также являющиеся квадратами это {\displaystyle StOct_{1}=1} и {\displaystyle StOct_{169}=3107^{2}=9653449} Единственность нетривиального решения следует из единственности решения уравнения Люнггрена, диофантова уравнения {\displaystyle y^{2}=2x^{4}-1}.